# Beichlen
Beichlen är en bergstopp i Schweiz.   Den ligger i distriktet Entlebuch och kantonen Luzern, i den centrala delen av landet, 40 km öster om huvudstaden Bern. Toppen på Beichlen är 1 770 meter över havet, eller 474 meter över den omgivande terrängen. Bredden vid basen är 6,7 km.
Terrängen runt Beichlen är kuperad åt nordväst, men åt sydost är den bergig. Närmaste större samhälle är Escholzmatt, 3,4 km nordväst om Beichlen. 
I omgivningarna runt Beichlen växer i huvudsak blandskog. Runt Beichlen är det ganska glesbefolkat, med 30 invånare per kvadratkilometer.